# Modriča
Modriča (cirílico: Модрича) es una ciudad y municipio situado al nordeste de la entidad República Srpska, Bosnia y Herzegovina. Se encuentra junto a las ciudades de Šamac y Gradacac y, administrativamene, pertenece a la región de Doboj. 

## Geografía
Modriča se mencionó como lugar poblado, por primera vez, en 1323. Está situada en la parte baja del río Bosna, en la importante zona agrícola de Posavina, con una gran parte de bosque en su término municipal. 
Después de la guerra de Bosnia, el municipio ha quedado enclavado en un corredor que comunica zonas serbobosnias por el este y por el oeste, pero rodeado por zonas croatas y bosnias en el norte y en el sur.

## Demografía

### 1971
Total: 31.622 habitantes. 
- Serbios - 13.457 (42,55%)
- Croatas - 9.418 (29,78%)
- Musulmanes - 8.356 (26,42%)
- Yugoslavos - 180 (0,56%)
- Оtros - 211 (0,69%)

### 1991
Según el censo de 1991, el municipio de Modriča tenía una población de 35.413 personas, entre ellas: 
- 12.563 serbios  (Véase: serbobosnios)
- 10.442 bosnios
- 9.660 croatas  (Véase: bosniocroatas)
- 1.813 yugoslavos
- 935 Otros

En la ciudad, había:
| Zona      | Musulm. | Serbios | Croatas | Yugoslav. | Otros | Suma  | M%  | S%  | C%  | Y%  | O% |
| Modrica-1 | 1.163   | 871     | 460     | 488       | 89    | 3.071 | 38% | 28% | 15% | 16% | 3% |
| Modrica-2 | 1.782   | 945     | 378     | 373       | 116   | 3.594 | 50% | 26% | 11% | 10% | 3% |
| Modrica-3 | 880     | 497     | 232     | 350       | 64    | 2.023 | 43% | 25% | 11% | 17% | 3% |
| Modrica-4 | 1.475   | 121     | 51      | 138       | 25    | 1.810 | 81% | 7%  | 3%  | 8%  | 1% |

Los bosnios eran mayoría en todas las zonas de la ciudad.
Nota: La inmensa mayoría de las personas que se consideraban musulmanes de nacionalidad en 1991, hoy se consideran a sí mismos bosnios. 

### 2006
En 2006, la mayoría de los habitantes del municipio, eran de etnia serbia.

## Economía

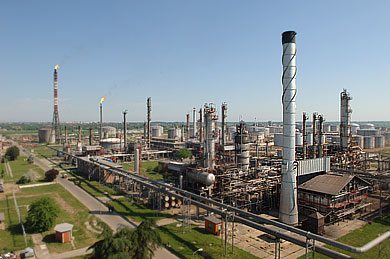
Refinería de petróleo de Modriča.

La refinería de petróleo de Modriča, construida en 1954, es la principal industria de la zona. Se dedica a la obtención de carburantes, lubricantes y aceites, y ha sido adquirida por la empresa rusa Zarubezhneft, que ha realizado una gran inversión en la planta.

## Deporte
El equipo de fútbol local, el FK Modriča Maxima, juega en la Premijer Liga de Bosnia-Herzegovina. 